# Роберто Єрусалимський
Роберто Єрусалимський (порт. Roberto Ierusalimschy) — один з основних розробників мови програмування Lua, автор підручників з цієї мови. Відомий також як популяризатор граматик, що розбирають вираз (англ. Parsing Expression Grammar, PEG) як формалізм, що працює поверх спеціальної структури з регулярних виразів.
Доцент Католицького університету Ріо-де-Жанейро.

## Біографія
Народився 21 травня 1960 року.
В 1986 році перейшов на факультет інформатики, де за станом на 2012 рік займав посаду доцента. В 1990 році захистив дисертацію, здобувши ступінь PhD.
В 1992 році працював науковим співробітником в університеті Ватерлоо.
В 1993 році в ході виконання замовлення Petrobras на програмне забезпечення спільно з колегами розробив мову програмування Lua, яка зробила його відомим. Протягом усіх років діяльності активно працює над удосконаленням Lua та її реалізацій. Зокрема, працює за грантом від Microsoft Research на розвиток Lua.Net і за грантом FINEP для розвитку бібліотек для Lua.
В 1997 році Єрусалимський тренував команду PUC-Rio для олімпіади з програмування ACM серед південноамериканських студентів, яка зайняла перше місце.
Також працював запрошеним дослідником у International Computer Science Institute в Берклі в 1994 році, в Fraunhofer-Institut für Rechnerarchitektur und Softwaretechnik (один з інститутів Gesellschaft für Mathematik und Datenverarbeitung) в Берліні в 1997 році та Іллінойському університеті в Урбана-Шампейні у 2002 році. Взимку 2012 року запрошений по стипендії Тінкеровського фонду (англ. The Tinker Foundation) як професор у Центр латиноамериканських досліджень (Center For Latin American Studies) Стенфордського університету.
В інтерв'ю австралійській редакції журналу Computerworld назвав основними мовами програмування, з якими він працює, C і створену ним мову Lua, також вказав на досвід програмування на Фортрані, Mumps, Сноболі, Smalltalk, Scheme, Паскалі, C++ і мові асемблера для різних машин.